# Hoạt hình tĩnh vật

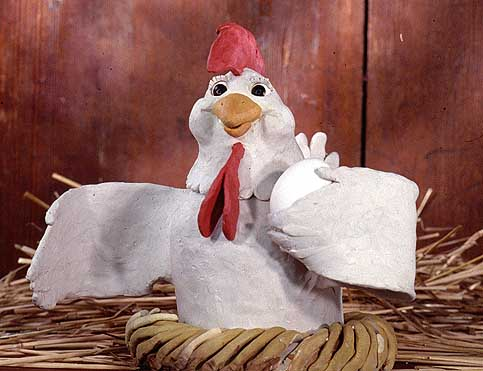
Một con rối gà bằng đất sét dùng để dựng phim.

Hoạt hình tĩnh vật (tiếng Anh: stop motion) là một kỹ thuật làm phim hoạt hình mà các con rối nhân vật được dựng lên theo từng động tác, sau đó được chụp hình lại các động tác riêng đó vấp thành một bộ phim. Các khung ảnh là một động tác riêng và khi ráp lại một cách liên tục ta có cảm giác như các nhân vật thực sự chuyển động. Những con rối bằng đất sét hoặc silicon với các khớp nối di động thường được sử dụng làm nhân vật trong phim. Hoạt hình tĩnh vật sử dụng đất sét để làm nhân vật gọi là hoạt hình đất sét. 

## Làm phim
Đầu tiên, một người nghệ sĩ sẽ làm bất cứ hành động gì (vẽ tay, vẽ đồ họa, nặn đất sét hoặc sử dụng các đồ vật thật,...) để có các cảnh chụp với các nhân vật trên giấy hoặc một chiếc máy tính bảng theo cốt truyện dựng sẵn. Sau đó, họ sẽ vẽ các hướng cần chuyển động của con rối.
Hình ảnh được gửi tới máy tính để ráp lại thành phim rồi in ra trên bảng ghi các cảnh. Sau đó chúng được chèn âm thanh. Sau khi chỉnh máy quay, cài đặt cảnh nền, họ chỉnh con rối theo thao tác và chụp hình. Các hình ảnh ghép với âm thanh và được xóa bớt các chi tiết phụ. Nhà làm phim chỉ cần in phim ra đĩa và quảng cáo để công chiếu.

## Lịch sử

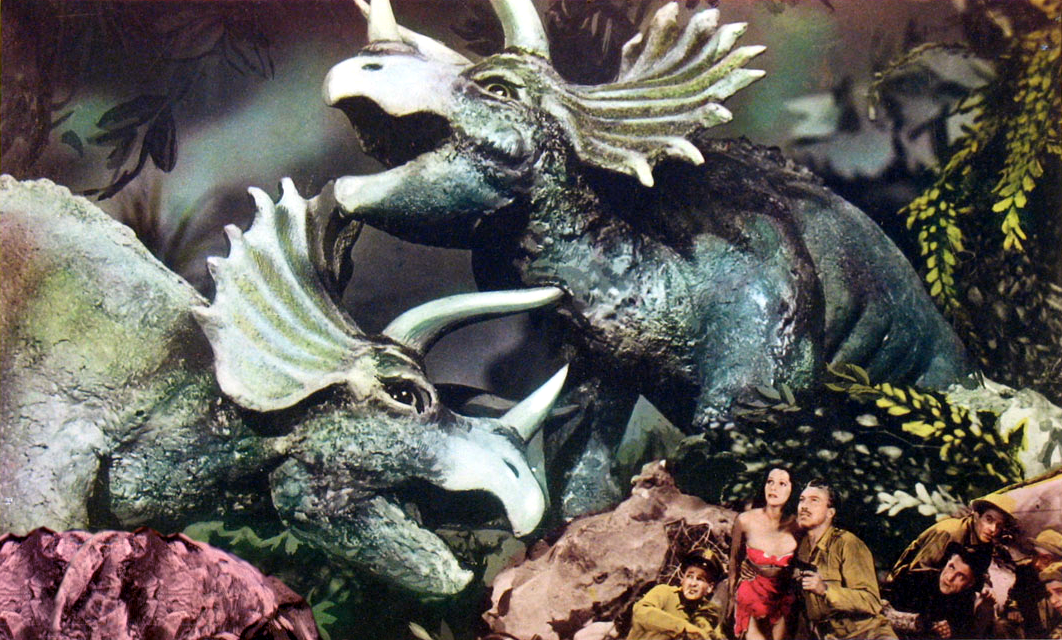
Lost Continent, 1951.

Hoạt hình tĩnh vật có một lịch sử lâu đời. Nó được ứng dụng để làm hình ảnh chuyển động như có phép màu. Thuở sơ khai, hoạt hình tĩnh vật thường chỉ dành để làm phim về những nhân vật là đồ chơi, hình khối hay những đồ vật cứng, vô tri. Sau này, đối tượng trong những đoạn phim của hoạt hình tĩnh vật bắt đầu mở rộng hơn, làm những nhân vật bằng đất nặn, hình rối… Ví dụ như phim Wallace and Gromit Một trong những ví dụ điển hình của thể loại phim sử dụng phương pháp hoạt hình tĩnh vật có thể thấy trong bộ phim The Humpty Dumpty Circus được sản xuất vào năm 1898 và phim Fun in a Bakery Shop sản xuất vào năm 1902. Năm 1907, bộ phim The Haunted Hotel là một trong những bộ phim rất thành công với khán giả cùng thời. Vào năm 1912, một trong những bộ phim bằng hình nộm đất sét đầu tiên có sử dụng kỹ xảo hoạt hình tĩnh vật đã nhận được sự đón nhận và hoan nghênh nồng nhiệt. Đó là bộ phim có tên gọi Modeling Extraordinary. Và năm 1916, nữ họa sĩ Helena Smith Dayton bắt đầu thử nghiệm loại hình hoạt hình tĩnh vật với hình nộm đất sét. Bà đã công chiếu bộ phim đầu tiên của mình vào năm 1917, phim Romeo and Juliet.
Edwin Porter là đạo diễn của phim Teddy Bear, một trong những bộ phim sử dụng loại hình hoạt hình tĩnh vật sớm nhất. Để tạo nên sự sinh động cho một cảnh ngắn trong phim dài 1 phút, miêu tả hoạt động của chú gấu Teddy, người ta đã phải mất đến 50 giờ đồng hồ.
Bộ phim The Lost World của đạo diễn Willis O’Brien với 49 sinh vật thời tiền sử được dựng trên kỹ thuật hoạt hình tĩnh vật đã tạo nên một bước tiến khổng lồ trong lịch sử của loại hình phim hoạt hình tĩnh vật.
Willis O’Brien cũng là đạo diễn của một bộ phim có tên Mighty Joe Young,một phim rất nổi tiếng vào năm 1945, nhờ sự cộng tác của Ray Harryhausen và những họa sĩ hoạt hình tĩnh vật.
Ngày nay, cùng với sự phát triển của công nghệ làm phim thì hoạt hình tĩnh vật đã ngày càng trở nên phổ biến trên thế giới. Nó hỗ trợ đắc lực cho việc tạo nên những hiệu ứng đặc sắc cho phim. Phim hoạt hình 3D đầu tiên Chicken Runs (Phi đội gà bay), ra mắt năm 2000, sử dụng hoạt hình tĩnh vật trở thành bộ phim đáng nhớ với nhiều khán giả trên thế giới và phim Coraline, Shaun The Sheep hay Timmy Time (cùng công chiếu trong năm 2009) cũng áp dụng kỹ thuật này để có được những hình ảnh sống động và đẹp mắt.

### Từ khởi thủy phim tĩnh vật đến năm 1940
Những dòng trên đây chỉ là lịch sử khái quát, còn những dòng tiếp theo đi sâu hơn vào lịch sử công chiếu phim hoạt hình tĩnh vật. 
Bộ phim đầu tiên áp dụng kĩ thuật này là phim The Humpty Dumpty Circus (1897) của Albert E. Smith và J. Stuart Blackton sản xuất. Phim nói về các đồ chơi xiếc và con vật có thể sống được.
 Năm 1902, phim "Fun In A Bakery Shop" dùng kỹ xảo "đèn chiếu điêu khắc" được ra mắt. Trưởng tổ chức sản xuất phim Georges Méliès sử dụng kỹ xảo hoạt hình tĩnh vật cho dòng chữ tiêu đề của phim này, nhưng các phim khác không thấy dùng. The Haunted Hotel (1907) là mot bộ phim hoạt hình tĩnh vật khác của J. Stuart Blackton và đã taọ nên một thành công vang dội khi phát hành. Segundo de Chomón (1871–1929), người Tây Ban Nha làm phim El Hotel Eléctrico (phim phát hành sau đó vài năm), và sử dụng kỹ xảo phim như của Blackton. Năm 1908, phim A Sculptor's Welsh Rarebit Nightmare và The Sculptor's Nightmare của Billy Blitzer được phát hành. Nhà làm phim Ý Roméo Bossetti làm khán giả ấn tượng với phim The Automatic Moving Company trong năm 1912. Nhà làm phim tĩnh vật lớn tại châu Âu Wladyslaw Starewicz (1892–1965) làm phim The Beautiful Lukanida (1910), The Battle of the Stag Beetles (1910), The Ant and the Grasshopper (1911).
Một trong những bộ phim hoạt hình đất sét sớm nhất là Modelling Extraordinary, ra mắt khán giả vào năm 1912. Tháng Mười Hai năm 1916, bộ phim của Willie Hopkins 54 tập "Miracles in Mud" được công chiếu trên màn hình lớn. Cũng vào tháng 12 năm 1916, nhà làm phim nữ đầu tiên Helena Smith Dayton bắt đầu làm phim hoạt hình đất sét. Cô phát hành phim Romeo and Juliet dựa theo kịch của William Shakespeare.
Thế kỷ XX, xuất hiện nhà làm phim nổi tiếng Willis O' Brien (tên ngắn gọn hơn là O' Brien). Ông làm phim The Lost World (1925) và dành nhiều thời gian hơn cho phim King Kong (1933) là một cột mốc cho ngành phim tĩnh vật.
Người bảo trợ và thừa kế của O'Brien là Ray Harryhausen, sống tại Hollywood. Sau khi cùng làm việc với O' Brien trong phim Mighty Joe Young (1949), Harryhausen tiếp tục làm các hiệu ứng đặc biệt cho một loạt phim trong ba thập kỷ tới. Ví dụ như It Came From Beneath The Sea (1955), Jason and the Argonauts (1963), The Golden Voyage of Sinbad (1973) and Clash Of The Titans (1981).
Trong một bộ phim quảng cáo năm 1940, Autolite, một nhà cung cấp phụ tùng ô tô, quảng cáo các sản phẩm của minh theo một giai điệu của Franz Schubert Military March và dùng kỹ xảo hoạt hình tĩnh vật trong các quảng cáo của ông.. Một phiên bản của quá trình này đã được sử dụng trong quảng cáo truyền hình cho Autolite sau đó, đặc biệt là năm 1950 với chương trình Suspense, mà Autolite tài trợ.